# Crystal Mountain

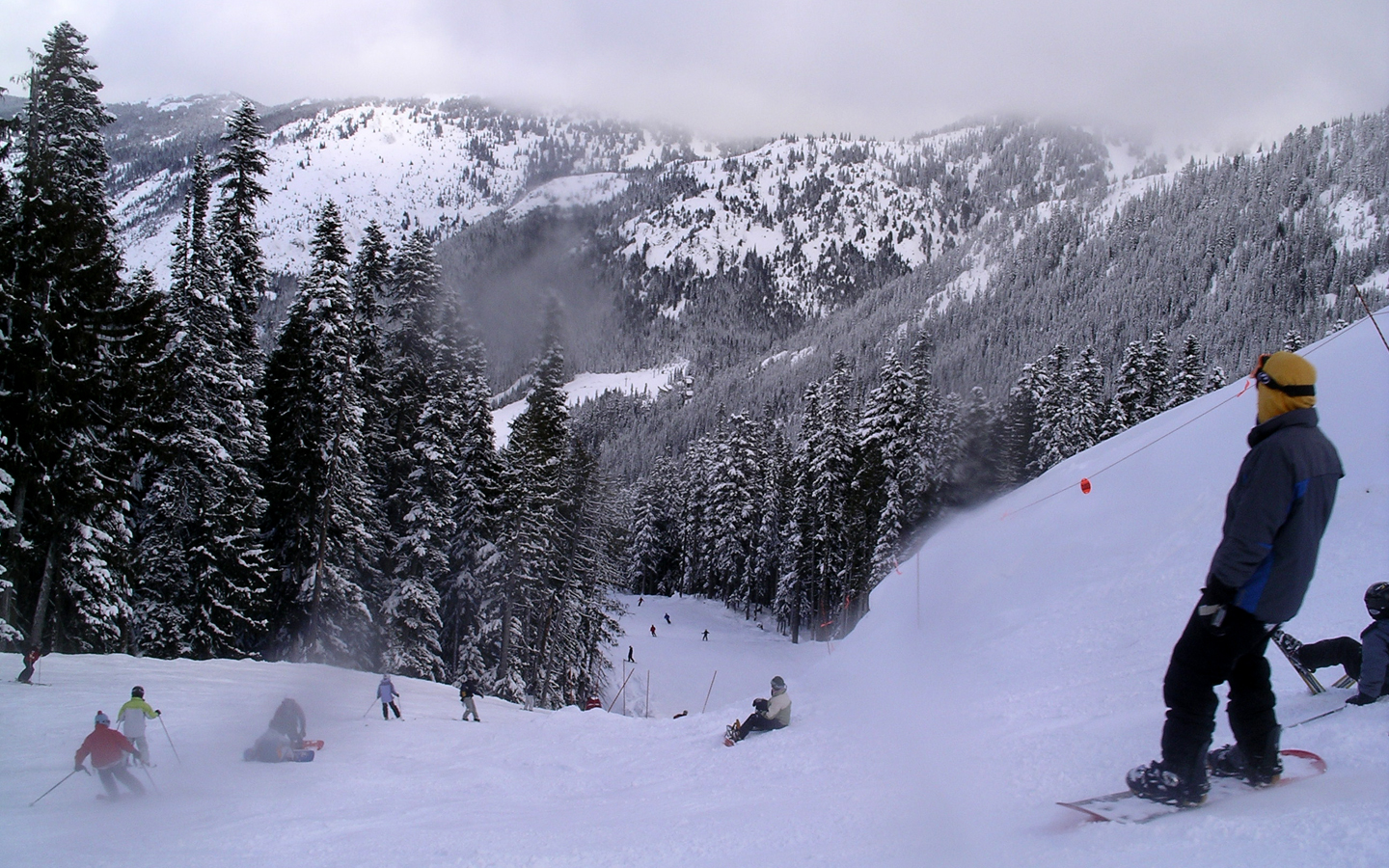
Una pista del comprensorio

Crystal Mountain è un comprensorio sciistico statunitense che si estende sulla Catena delle Cascate, nel Washington. La città più vicina è Enumclaw, ma il comprensorio serve soprattutto la metropoli di Seattle-Tacoma.
Aperto nel 1962 e attrezzato con 53 piste e 11 impianti di risalita, si estende per 10,3 km²; l'altitudine è compresa tra 1.192 e 2.137 m s.l.m. In passato la stazione sciistica ha ospitato anche gare della coppa del mondo di sci alpino.